# Stefan Natanson

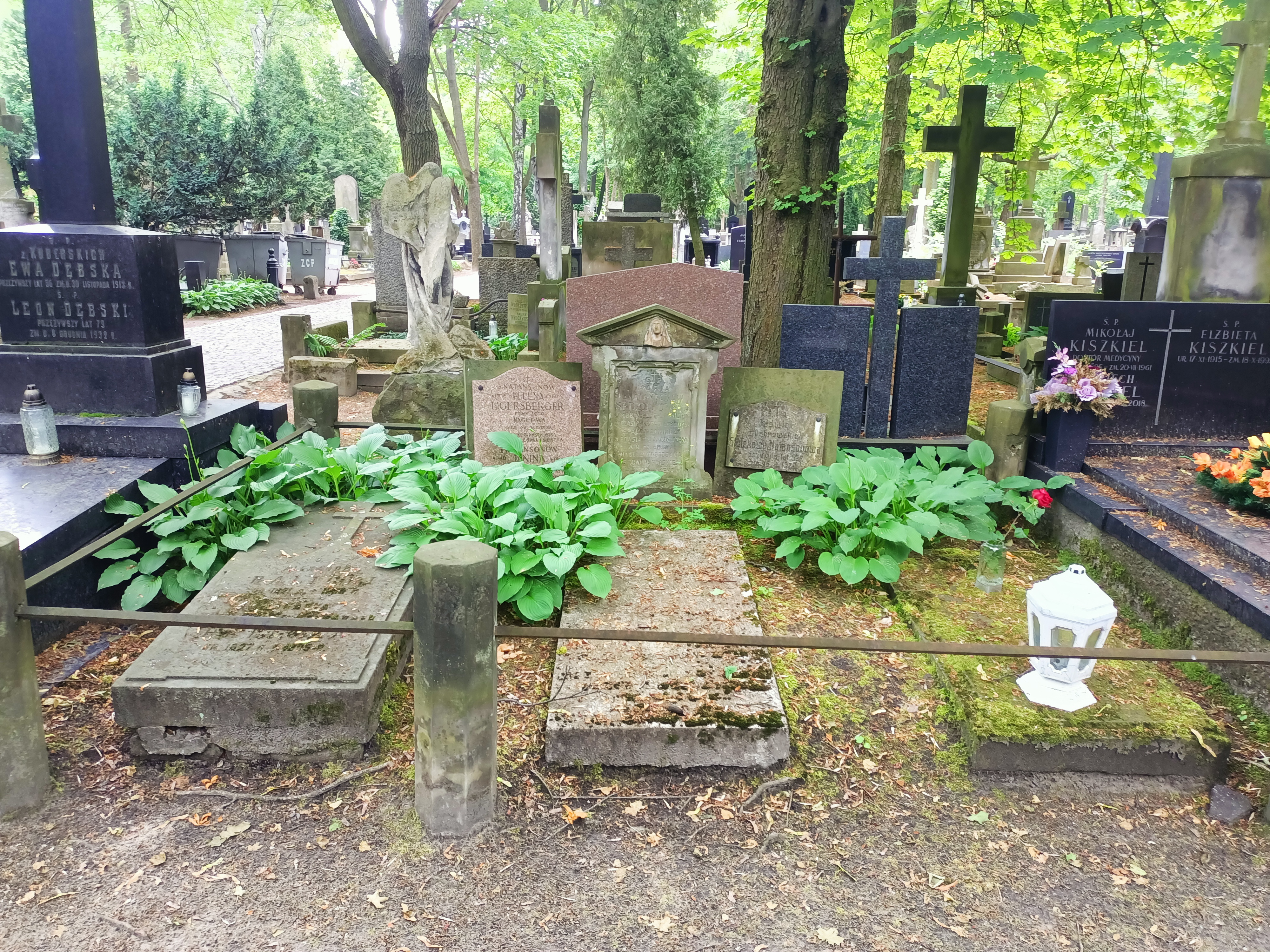
Grób Stefana Natansona na Cmentarzu Powązkowskim

Stefan Natanson pseudonim Maciej Skołuba  (ur. 2 listopada 1872 w Warszawie, zm. 9 kwietnia 1944 w Świerczach) – polski inżynier; działacz polityczny i społeczny, członek Ligi Narodowej i Stronnictwa Narodowo-Demokratycznego, współzałożyciel Komitetu Narodowego Polskiego w Lozannie, krytyk muzyczny.
Urodził się w rodzinie żydowskiej, był najmłodszym synem z sześciorga dzieci Henryka i Amelii May, bratem Antoniego i Bronisława oraz bratem przyrodnim Kazimierza i Józefa. Uczył się w Warszawie, a w 1885 w gimnazjum w Dorpacie. Następnie studiował mechanikę w politechnice w Charlottenburgu koło Berlina i uzyskał tytuł inżyniera. Równocześnie uczęszczał do Konserwatorium Berlińskiego i był członkiem chóru Filharmonii Berlińskiej prowadzonej przez prof. Arthura Nikischa. Czynny w Związku Młodzieży Polskiej "Zet" na terenie Niemiec i Francji. Był jednym z trzynastu oskarżonych o tworzenie niepodległościowych organizacji polskich w procesie prowadzonym w Poznaniu w lipcu 1901 przez władze pruskie. Sądzony był zaocznie, gdyż nie stawił się na rozprawę. Został natomiast aresztowany przez władze rosyjskie i osadzony w cytadeli warszawskiej. Zwolniony dzięki staraniom rodziny, musiał natychmiast opuścić Królestwo. Wyjechał więc w 1902 do Krakowa. W latach 1904–1914 działał w Towarzystwie Szkoły Ludowej w Krakowie, pełniąc kolejno funkcje sekretarza i  wiceprezesa (1907–1912. Z ramienia Towarzystwa rozbudowywał sieć szkolną na terenie Galicji Odkupił w  1910 od Bronisława Kornackiego i Kaspra Wojnara zakład poligraficzny nazwany Krakowską Drukarnią Nakładową. Współdziałał też przy wydawaniu czasopisma „Wieniec-Pszczółka”. W swej drukarni wydawał w dużych nakładach tanie książki z dziedziny literatury i historii polskiej, przeznaczone dla bibliotek szkolnych. Po wybuchu wojny 1914  wraz z rodziną został jako poddany rosyjski ewakuowany do Wiednia, skąd przedostał się do Szwajcarii. W latach 1915–1918 był członkiem Zarządu Centralnej Agencji Polskiej i współpracownikiem w 1916 „Przeglądu Polskiego”. W jego mieszkaniu w Lozannie odbywały się spotkania i zjazdy polityków polskich działających na Zachodzie. W latach 1918–1919 przebywał w Paryżu, pełniąc funkcję zastępcy kierownika wydziału prasowego KNP. Po powrocie do kraju w 1919 brał udział w przygotowaniu plebiscytu na Śląsku Cieszyńskim. Od sierpnia 1923 do września 1924 był naczelnikiem Wydziału Prasowego Ministerstwa Spraw Zagranicznych, a od stycznia 1925 do sierpnia 1927 kierownikiem drukarni tegoż Ministerstwa. Od kwietnia 1929 do przejścia na emeryturę w 1934 był kierownikiem Sekcji Kultury Wydziału Oświaty i Kultury Magistratu miasta Warszawy. Był także  przewodniczącym Wydziału Miejskiego przy Zarządzie Głównym Polskiej Macierzy Szkolnej w 1935 roku. Po wybuchu II wojny wyjechał do  majątku Świercze, gdzie zmarł. Pochowany został na cmentarzu w Zbuczynie. Obecnie pochowany na cmentarzu Powązkowskim (kwatera 50-6-2/3/4).
W rękopisie pozostawił obszerną monografię Moniuszki, pisaną w czasie wojny. Od 1903 był mężem malarki Jadwigi z Dąbrowskich. Miał trzy córki: Marię, Helenę i Janinę oraz syna Józefa Pawła, malarza i ilustratora.